# Allotropa oracellae
Allotropa oracellae är en stekelart som beskrevs av Lubomir Masner 2004. Allotropa oracellae ingår i släktet Allotropa och familjen gallmyggesteklar. Inga underarter finns listade i Catalogue of Life.